# 拉布里拉
拉布里拉是瑞士的城鎮，位於該國西部，由弗里堡州負責管轄，處於弗里堡西南面12公里，面積10.29平方公里，海拔高度720米，2011年人口1,752，人口密度每平方公里170人。

## 外部連結
- Official website （页面存档备份，存于） （法文）